# Michael Lilander
Michael Lilander (Tallinn, 20 giugno 1997) è un calciatore estone, difensore del Paide e della nazionale estone.

## Carriera

### Club
Ha giocato nella prima divisione estone.

### Nazionale
Nel 2017 ha esordito in nazionale.

## Statistiche

### Cronologia presenze e reti in nazionale
| Cronologia completa delle presenze e delle reti in nazionale ― Estonia | Cronologia completa delle presenze e delle reti in nazionale ― Estonia | Cronologia completa delle presenze e delle reti in nazionale ― Estonia | Cronologia completa delle presenze e delle reti in nazionale ― Estonia | Cronologia completa delle presenze e delle reti in nazionale ― Estonia | Cronologia completa delle presenze e delle reti in nazionale ― Estonia | Cronologia completa delle presenze e delle reti in nazionale ― Estonia | Cronologia completa delle presenze e delle reti in nazionale ― Estonia |
| Data                                                                   | Città                                                                  | In casa                                                                | Risultato                                                              | Ospiti                                                                 | Competizione                                                           | Reti                                                                   | Note                                                                   |
| ---------------------------------------------------------------------- | ---------------------------------------------------------------------- | ---------------------------------------------------------------------- | ---------------------------------------------------------------------- | ---------------------------------------------------------------------- | ---------------------------------------------------------------------- | ---------------------------------------------------------------------- | ---------------------------------------------------------------------- |
| 23-11-2017                                                             | Port Vila                                                              | Vanuatu                                                                | 0 – 1                                                                  | Estonia                                                                | Amichevole                                                             | -                                                                      |                                                                        |
| 7-1-2018                                                               | Abu Dhabi                                                              | Estonia                                                                | 1 – 1                                                                  | Svezia                                                                 | Amichevole                                                             | -                                                                      | 82’                                                                    |
| 7-10-2020                                                              | Tallinn                                                                | Estonia                                                                | 1 – 3                                                                  | Lituania                                                               | Amichevole                                                             | -                                                                      | 58’                                                                    |
| 11-10-2020                                                             | Tallinn                                                                | Estonia                                                                | 3 – 3                                                                  | Macedonia del Nord                                                     | UEFA Nations League 2020-2021 - 1º turno                               | -                                                                      | 85’                                                                    |
| 14-10-2020                                                             | Tallinn                                                                | Estonia                                                                | 1 – 1                                                                  | Armenia                                                                | UEFA Nations League 2020-2021 - 1º turno                               | -                                                                      | 46’                                                                    |
| 11-11-2020                                                             | Firenze                                                                | Italia                                                                 | 4 – 0                                                                  | Estonia                                                                | Amichevole                                                             | -                                                                      | 46’                                                                    |
| 18-11-2020                                                             | Tbilisi                                                                | Georgia                                                                | 0 – 0                                                                  | Estonia                                                                | UEFA Nations League 2020-2021 - 1º turno                               | -                                                                      | 81’                                                                    |
| 24-3-2021                                                              | Lublino                                                                | Estonia                                                                | 2 – 6                                                                  | Rep. Ceca                                                              | Qual. Mondiali 2022                                                    | -                                                                      |                                                                        |
| 27-3-2021                                                              | Minsk                                                                  | Bielorussia                                                            | 4 – 2                                                                  | Estonia                                                                | Qual. Mondiali 2022                                                    | -                                                                      |                                                                        |
| 31-3-2021                                                              | Solna                                                                  | Svezia                                                                 | 1 – 0                                                                  | Estonia                                                                | Amichevole                                                             | -                                                                      | 88’                                                                    |
| 2-9-2021                                                               | Tallinn                                                                | Estonia                                                                | 2 – 5                                                                  | Belgio                                                                 | Qual. Mondiali 2022                                                    | -                                                                      | 80’                                                                    |
| 5-9-2021                                                               | Tallinn                                                                | Estonia                                                                | 0 – 1                                                                  | Irlanda del Nord                                                       | Amichevole                                                             | -                                                                      | 46’                                                                    |
| 8-9-2021                                                               | Cardiff                                                                | Galles                                                                 | 0 – 0                                                                  | Estonia                                                                | Qual. Mondiali 2022                                                    | -                                                                      | 30’                                                                    |
| 13-6-2022                                                              | Tirana                                                                 | Albania                                                                | 0 – 0                                                                  | Estonia                                                                | Amichevole                                                             | -                                                                      | 57’                                                                    |
| 19-11-2022                                                             | Tallinn                                                                | Estonia                                                                | 2 – 0                                                                  | Lituania                                                               | Coppa del Baltico 2022                                                 | -                                                                      | 84’                                                                    |
| 17-10-2023                                                             | Tallinn                                                                | Estonia                                                                | 1 – 1                                                                  | Thailandia                                                             | Amichevole                                                             | -                                                                      | 46’                                                                    |
| 5-9-2024                                                               | Tallinn                                                                | Estonia                                                                | 0 – 1                                                                  | Slovacchia                                                             | UEFA Nations League 2024-2025 - 1º turno                               | -                                                                      |                                                                        |
| 8-9-2024                                                               | Solna                                                                  | Svezia                                                                 | 3 – 0                                                                  | Estonia                                                                | UEFA Nations League 2024-2025 - 1º turno                               | -                                                                      | 84’                                                                    |
| Totale                                                                 |                                                                        | Presenze                                                               | 18                                                                     |                                                                        | Reti                                                                   | 0                                                                      |                                                                        |

## Palmarès

### Club

#### Competizioni nazionali
- Campionato estone: 4

Flora Tallinn: 2019, 2020, 2022, 2023
- Coppa d'Estonia: 1

Flora Tallinn: 2019-2020
- Supercoppa d'Estonia: 1

Flora Tallinn: 2020, 2021

#### Competizioni internazionali
- Coppa della Livonia: 1

Flora Tallinn: 2023